# Communauté de communes Région Lézignanaise, Corbières et Minervois
La communauté de communes de la Région Lézignanaise, Corbières et Minervois est une communauté de communes française, située dans le département de l'Aude et la région Occitanie. 

## Historique
Elle a été créée le 1er janvier 2013 à la suite de la mise en application de la réforme des collectivités territoriales et des décisions du  conseil départemental de coopération intercommunale (CDCI) de l’Aude par la fusion de la communauté de communes de la Région Lézignanaise, de la communauté de communes du Massif de Mouthoumet et de nombreuses autres communes issues de plusieurs intercommunalités.
Le 1er janvier 2017, à la suite de la dissolution de la communauté de communes du Piémont d'Alaric , les communes de Roquecourbe-Minervois et Saint-Couat-d'Aude rejoignent la communauté de communes de la Région Lézignanaise, Corbières et Minervois .

## Territoire communautaire

### Composition
La communauté de communes est composée des 54 communes suivantes :

| Nom                            | Code Insee | Gentilé            | Superficie (km2) | Population (dernière pop. légale) | Densité (hab./km2) |
| ------------------------------ | ---------- | ------------------ | ---------------- | --------------------------------- | ------------------ |
| Lézignan-Corbières (siège)     | 11203      | Lézignannais       | 37,68            | 10 855 (2022)                     | 288                |
| Albas                          | 11006      | Albasois           | 22,69            | 78 (2022)                         | 3,4                |
| Albières                       | 11007      | Albiérois          | 17,25            | 111 (2022)                        | 6,4                |
| Argens-Minervois               | 11013      | Argenais           | 4,59             | 375 (2022)                        | 82                 |
| Auriac                         | 11020      | Auriacois          | 20,93            | 33 (2022)                         | 1,6                |
| Bouisse                        | 11044      | Bouissois          | 25,44            | 103 (2022)                        | 4                  |
| Boutenac                       | 11048      | Boutenacois        | 22,96            | 739 (2022)                        | 32                 |
| Camplong-d'Aude                | 11064      | Camplongeais       | 12,28            | 385 (2022)                        | 31                 |
| Canet                          | 11067      | Canétois           | 14,04            | 1 853 (2022)                      | 132                |
| Cascastel-des-Corbières        | 11071      | Cascatellois       | 15,38            | 216 (2022)                        | 14                 |
| Castelnau-d'Aude               | 11077      | Castelnaudois      | 7,38             | 494 (2022)                        | 67                 |
| Conilhac-Corbières             | 11098      | Conilhacais        | 12,18            | 947 (2022)                        | 78                 |
| Coustouge                      | 11110      | Coustougeois       | 9,67             | 116 (2022)                        | 12                 |
| Cruscades                      | 11111      | Cruscadèls         | 9,65             | 940 (2022)                        | 97                 |
| Davejean                       | 11117      | Davejeannais       | 13,36            | 147 (2022)                        | 11                 |
| Dernacueillette                | 11118      | Dernacueillettois  | 7,75             | 44 (2022)                         | 5,7                |
| Escales                        | 11126      | Escalois           | 10,18            | 497 (2022)                        | 49                 |
| Fabrezan                       | 11132      | Fabrezanais        | 28,62            | 1 254 (2022)                      | 44                 |
| Félines-Termenès               | 11137      | Félinais           | 10,01            | 133 (2022)                        | 13                 |
| Ferrals-les-Corbières          | 11140      | Ferralais          | 15,95            | 1 267 (2022)                      | 79                 |
| Fontcouverte                   | 11148      | Fontcouvertois     | 9,97             | 574 (2022)                        | 58                 |
| Homps                          | 11172      | Hompsois           | 3,06             | 604 (2022)                        | 197                |
| Jonquières                     | 11176      | Jonquiérois        | 13,66            | 46 (2022)                         | 3,4                |
| Lagrasse                       | 11185      | Lagrassiens        | 32,2             | 548 (2022)                        | 17                 |
| Lairière                       | 11186      | Lairiairois        | 13,08            | 52 (2022)                         | 4                  |
| Lanet                          | 11187      | Lanetois           | 8,75             | 59 (2022)                         | 6,7                |
| Laroque-de-Fa                  | 11191      | Laroquois          | 20,41            | 141 (2022)                        | 6,9                |
| Luc-sur-Orbieu                 | 11210      | Lucquois           | 9,88             | 1 159 (2022)                      | 117                |
| Massac                         | 11224      | Massacois          | 11,89            | 28 (2022)                         | 2,4                |
| Montbrun-des-Corbières         | 11241      | Montbrunois        | 10,61            | 340 (2022)                        | 32                 |
| Montjoi                        | 11250      | Montjoviens        | 7,18             | 40 (2022)                         | 5,6                |
| Montséret                      | 11256      | Montsérétais       | 11,31            | 620 (2022)                        | 55                 |
| Mouthoumet                     | 11260      | Mouthoumetais      | 13,73            | 115 (2022)                        | 8,4                |
| Moux                           | 11261      | Mouxois            | 15,7             | 715 (2022)                        | 46                 |
| Ornaisons                      | 11267      | Ornaisonais        | 10,8             | 1 097 (2022)                      | 102                |
| Palairac                       | 11271      | Palairacois        | 17,93            | 31 (2022)                         | 1,7                |
| Paraza                         | 11273      | Parazois           | 9,47             | 700 (2022)                        | 74                 |
| Quintillan                     | 11305      | Quintillanais      | 16,42            | 57 (2022)                         | 3,5                |
| Ribaute                        | 11311      | Ribautais          | 9,41             | 264 (2022)                        | 28                 |
| Roquecourbe-Minervois          | 11318      | Roquecourbois      | 3,62             | 140 (2022)                        | 39                 |
| Roubia                         | 11324      | Roubians           | 7,38             | 514 (2022)                        | 70                 |
| Saint-André-de-Roquelongue     | 11332      | Saint-Andrélongois | 30,81            | 1 400 (2022)                      | 45                 |
| Saint-Couat-d'Aude             | 11337      | Saint-Couatais     | 5,38             | 366 (2022)                        | 68                 |
| Saint-Laurent-de-la-Cabrerisse | 11351      | Cabrerissais       | 25,03            | 757 (2022)                        | 30                 |
| Saint-Martin-des-Puits         | 11354      | Podomartinais      | 6,94             | 30 (2022)                         | 4,3                |
| Saint-Pierre-des-Champs        | 11363      | Saint-Pierrans     | 15,89            | 202 (2022)                        | 13                 |
| Salza                          | 11374      | Salzanais          | 8,34             | 28 (2022)                         | 3,4                |
| Talairan                       | 11386      | Talairanais        | 36,29            | 436 (2022)                        | 12                 |
| Termes                         | 11388      | Termois            | 18,63            | 49 (2022)                         | 2,6                |
| Thézan-des-Corbières           | 11390      | Thézanais          | 26,38            | 568 (2022)                        | 22                 |
| Tournissan                     | 11392      | Tournissanais      | 11,53            | 284 (2022)                        | 25                 |
| Tourouzelle                    | 11393      | Tourouzellais      | 14,19            | 493 (2022)                        | 35                 |
| Vignevieille                   | 11409      | Vignevieillais     | 16,72            | 106 (2022)                        | 6,3                |
| Villerouge-Termenès            | 11435      | Villerougeais      | 19,41            | 163 (2022)                        | 8,4                |

### Démographie
| 1968   | 1975   | 1982   | 1990   | 1999   | 2009   | 2014   | 2020   |
| ------ | ------ | ------ | ------ | ------ | ------ | ------ | ------ |
| 25 741 | 23 781 | 23 046 | 23 905 | 25 035 | 30 215 | 32 858 | 33 259 |

## Administration

### Siège
Le siège se situe au 48 avenue Charles Cros, Lézignan-Corbières.

### Les élus
Le conseil communautaire de la communauté de communes se compose de 82 conseillers, élus pour une durée de six ans (2020-2026).
Ils sont répartis comme suit :
| Nombre de conseillers | Communes                                                                               |
| --------------------- | -------------------------------------------------------------------------------------- |
| 22                    | Lézignan-Corbières                                                                     |
| 3                     | Canet                                                                                  |
| 2                     | Fabrezan, Ferrals-les-Corbières, Luc-sur-Orbieu, Ornaisons, Saint-André-de-Roquelongue |
| 1 (+1 suppléant)      | les 47 autres communes                                                                 |

### Présidence
| Période                      | Période      | Identité        | Étiquette | Qualité                                   |
| ---------------------------- | ------------ | --------------- | --------- | ----------------------------------------- |
| janvier 2013 (Réélu en 2014) | juillet 2020 | Michel Maïque   | PS        | Maire de Lézignan-Corbières (2009 → 2020) |
| juillet 2020                 | En cours     | André Hernandez | PS        | Maire de Canet (1989 → )                  |

### Régime fiscal et budget
Le régime fiscal de la communauté de communes est la fiscalité professionnelle unique (FPU).